# Andrena knuthi
Andrena knuthi là một loài Hymenoptera trong họ Andrenidae. Loài này được Alfken mô tả khoa học năm 1900.